# Факультативный анаэроб

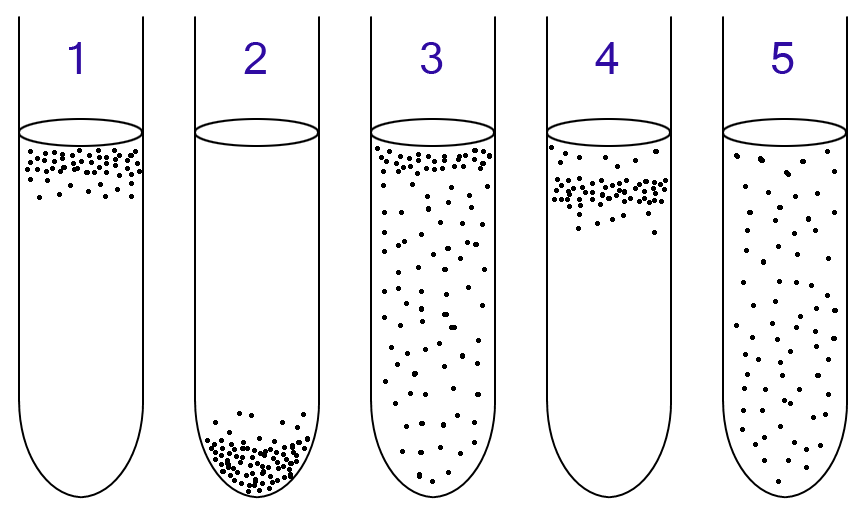
Аэробные и анаэробные бактерии могут быть классифицированы по характеру роста в жидкой питательной среде:
1. Облигатные аэробы
2. Облигатные анаэробы
3. Факультативные анаэробы
4. Микроаэрофилы
5. Аэротолерантные организмы

Факультативные анаэробы — организмы, энергетические циклы которых при отсутствии кислорода проходят по анаэробному пути (брожение), а при наличии кислорода способные получать энергию за счёт дыхания. Примерами таких организмов этой группы являются энтеробактерии. Около 80—90 % бактерий, развивающихся в приливно-отливной зоне эстуариев относят к факультативных аэробам.
В отличие от факультативных анаэробов для облигатных анаэробов кислород губителен. Близкой группой являются аэротолерантные анаэробы, не нуждающиеся в кислороде для метаболизма, но способные расти в его присутствии.
Для факультативных анаэробов характерны:
- Способность расти аэробно или анаэробно;
- Преимущественное использование кислорода при наличии его в среде;
- Меньшая скорость расщепления сахаров при аэробных условиях, чем при анаэробных.

Также происходит подавление процессов брожения с помощью дыхания, так называемый «эффект Пастера».
Однако, определённые[какие?] биосинтетические реакции зависят от кислорода и такие организмы не способны расти анаэробно, если они не имеют доступа к определённым соединениям, даже когда производство энергии достаточно. Эта зависимость биосинтеза от кислорода очень часто недооценивается, о чём свидетельствует тот факт, что дрожжи Saccharomyces cerevisiae, неспособные синтезировать свои клеточные структуры при анаэробиозе, очень часто рассматриваются как идеальные факультативные анаэробы.
Многие организмы, способные к аэробному дыханию и брожению без доступа кислорода, иногда предпочитают брожение вместо дыхания, несмотря на больший выход АТФ в процессе аэробного дыхания. Это происходит, когда в окружающей среде присутствует подходящий субстрат. В этих клетках углеводы подавляют активность дыхательных ферментов и превращают брожение в основной катаболический путь. Когда концентрация углеводов уменьшается, дыхательные ферменты перестают подавляться и дыхание возобновляется.
У организмов, способных дыханию и брожению, изменения в скорости использования сахара в зависимости от присутствия или отсутствия кислорода происходят гораздо реже, чем предполагалось. Установлено, что эффект Пастера практически не встречается ни у Saccharomyces cerevisiae, ни у Esherichia coli, а чаще проявляется эффект репрессии дыхания сахарами. У этих организмов эффект Пастера наблюдается только при особых экспериментальных условиях.